# 서리풀터널
서리풀터널은 서울특별시 서초구의 서초대로에 위치한 터널이다. 2019년 4월 22일 개통하였다. 서리풀이란 명칭은 서초의 옛 지명이다.
내방역과 서초역 사이의 서리풀공원 아래 1,280m 구간을 왕복 6~8차로로 관통한다. 터널 내부 구간 및 옹벽 구간 510m는 왕복 6차로이며, 나머지 구간은 구조물이 없는 왕복 8차로이다. 터널 내부에는 차도와 분리된 폭 2.4m의 자전거·보행자 겸용도로가 난간겸용 투명방음벽과 함께 설치되었다. 터널 개통으로 서초역과 내방역 구간 운행 시간이 기존 25분에서 5분 가량으로 단축되었다.
터널 이전의 서초대로는 국군정보사령부 부지로 인해 중간이 끊어진 채 1979년 개통하였고, 이후 차들은 방배로, 효령로, 서초중앙로 등 주변 도로로 우회해왔다. 2002년 서울시청과 국방부는 국군정보사령부 이전 협의서에 서명했다. 이후 6년 간 18차례의 협의 끝에 2008년 12월 부지 보상 협약을 체결했다. 이후 7년 간 사령부 이전 부지를 선정하고 이전에 착수해 2015년 완료하게 된다.
곧바로 2015년 10월 터널을 착공해, 2019년 4월 22일 완공, 개통하였다. 시공사업 담당은 서울시청 도시기반시설본부였고, 시공사는 롯데건설이다. 부지 보상비 820억 원, 터널 설계·감리비 49억 원, 터널 공사비 637억 원으로 총 1,506억원의 비용을 서울시청이 전부 부담하였다. 당초 '장재터널'이라는 명칭으로 계획되었으나, 2018년 8월 국가지명위원회를 통해 서초의 옛 지명인 '서리풀'로 명칭이 변경되었다.